# اتفاقية وضع القوات بين الولايات المتحدة وكوريا الجنوبية
اتفاقية وضع القوات بين الولايات المتحدة وكوريا الجنوبية (هانغل: 주한 미군 지위 협정؛ هانجا: 駐韓美軍地位協定)، رسميًا اتفاق بموجب المادة الرابعة من معاهدة الدفاع المتبادل بين جمهورية كوريا والولايات المتحدة، فيما يتعلق بالمنشآت والمناطق ووضع القوات المسلحة الأمريكية في جمهورية كوريا، هي اتفاقية بين كوريا الجنوبية والولايات المتحدة أقرت وسنت في 1967 ونقحت في 1991 و2001. الفريق جان مارك جواس هو ممثل الولايات المتحدة في اللجنة المشتركة لاتفاقية وضع القوات.
غالبًا ما تكون اتفاقية وضع القوات بين الولايات المتحدة وكوريا الجنوبية نقطة محورية للنزاعات السياسية المتعلقة بالوجود الأمريكي في كوريا الجنوبية. كان تعزيز الاتفاقية للوجود العسكري الأمريكي في كوريا الجنوبية بمثابة حافز للعديد من الاحتجاجات على توسيع القاعدة مثل احتجاجات داشوري التي كانت في 2005/6 ضد توسيع القاعدة العسكرية الأمريكية كامب همفريز.

## روابط خارجية
- وثائق USFK SOFA الحالية - البوابة العامة للقوات الأمريكية في كوريا